# Providěnija
Providěnija (rusky Провидения) je sídlo městského typu a hlavní přístav v Čukotském autonomním okruhu, umístěném v Komsomolském zálivu (části Zátoky prozřetelnosti). Žije zde 2 212 obyvatel (2023).

## Zeměpis
Providěnija, bývalý sovětský vojenský přístav na fjordu v Beringově moři, je největší obydlená lokalita východně od Anadyru. Byla založena jako koncový přístav tzv. Severomořské cesty.
Nachází se v Komsomolské zátoce, která je součástí mnohem větší Zátoky prozřetelnosti, a poskytuje vhodný hlubinný přístav ruským lodím poblíž jižních hranic zimních ledových polí.

## Dějiny

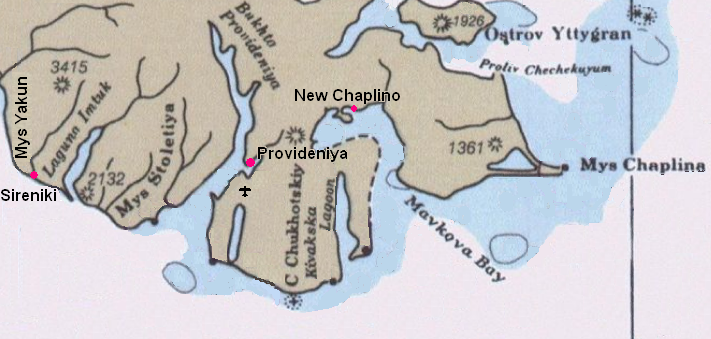
Providěnija, Zátka prozřetelnosti a okolí

Roku 1660 ruská výprava pod vedením Kurbata Afanasjeviče Ivanova objevila Zátoku prozřetelnosti a už v roce následujícím se zátoka stala centrem rybolovu a zimování velrybářských a obchodních lodí.
Začátkem 20. století, s rozvojem Severomořské trasy, byl na pobřeží zálivu vytvořen sklad uhlí, aby zde doplňovaly zásoby paliva lodě směřující do Arktidy. V roce 1934 se zde objevily první budovy budoucího přístavu.
10. května 1946 byl vydán dekret prezidia Nejvyššího sovětu RSFSR o založení vesnice Providěnija, toto datum se slaví jako výročí založení osady. Vesnice se rychle rozšiřovala, k čemuž přispělo přesunutí vojenských jednotek do přístavu. Roku 1947 byla v přístavu postavena první veřejná budova - jídelna.
Roku 1959 připravil leningradský institut designu "Giproarktika" plán rozvoje obce s přihlédnutím k vlastnostem terénu. Vesnice se táhne v úzkém pásu podél severního pobřeží zálivu a nedostatek místa vedl k výstavbě nových domů na svahu hory Portovaja.
V roce 1962 byla postavena koželužna, závod na zpracování mořských zvířat.
V roce 1975 byl vytvořen obecný plán rozvoje obce do roku 2000. Předpokládalo se, že v roce 2000 bude v osadě žít více než 12 tisíc lidí. Přišel návrh lokalitu přejmenovat na Děžněv. Kvůli sociálně-ekonomickým otřesům spojeným s rozpadem SSSR zůstaly tyto budovatelské plány nenaplněné. V letech 1994–2002 v tomto přístavním městě nepřibyla jediná stavba.
Na konci 80. let žilo v obci více než šest tisíc obyvatel. V 90. letech došlo k masovému přesunu obyvatel na pevninu, mimo Sibiř. V roce 2020 žilo v osadě 2 091 lidí.

## Hospodářství a infrastruktura
V obci je k dispozici technická škola, kino, pošta, Muzeum historie a kultury Čukotky, lyžařská sjezdovka, velký pekárenský komplex a především velké přístavní zařízení.

## Doprava
Osada má vlastní letiště, které ze všech ruských leží nejblíž k USA.
Providěnija bývá pokládána za Bránu Arktidy. Od zhroucení SSSR získala osada významnou ekonomickou vzpruhu především díky menším aljašským aerolinkám, které do města dopravují americké turisty.
Motorová loď Kapitán Sotnikov vozí do městečka lidi po tranzitní trase Anadyr-Lavrentija.
Providěnija má vlastní pravidelné autobusové linky, které zajišťují spojení s letištěm.

## Galerie

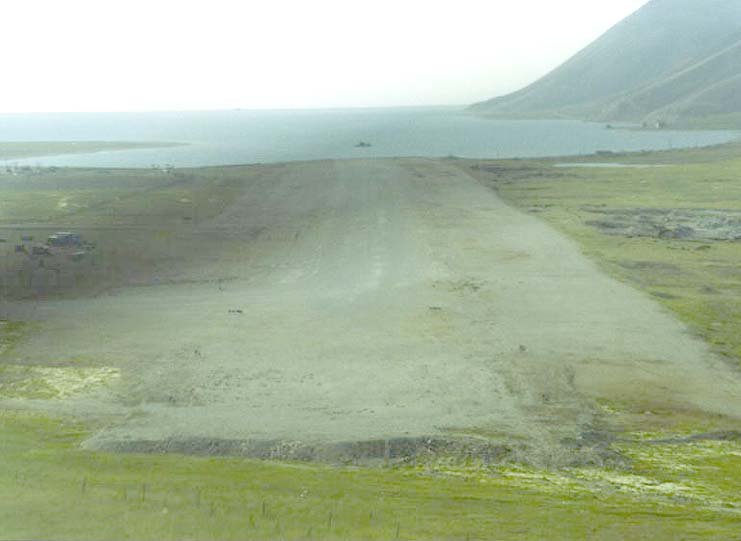
Letiště Providěnija (rok 2006)
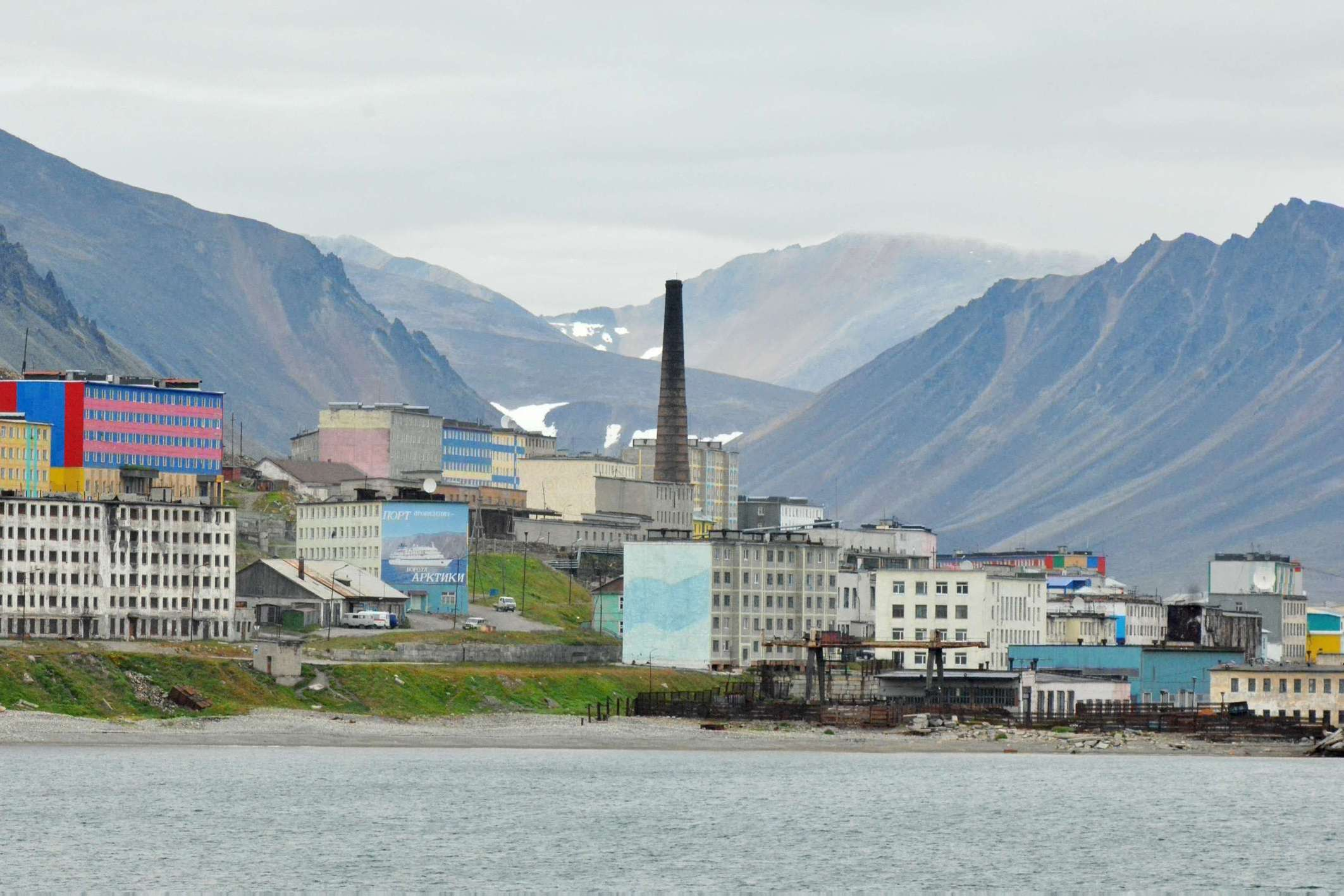
Pohled od moře (rok 2013)
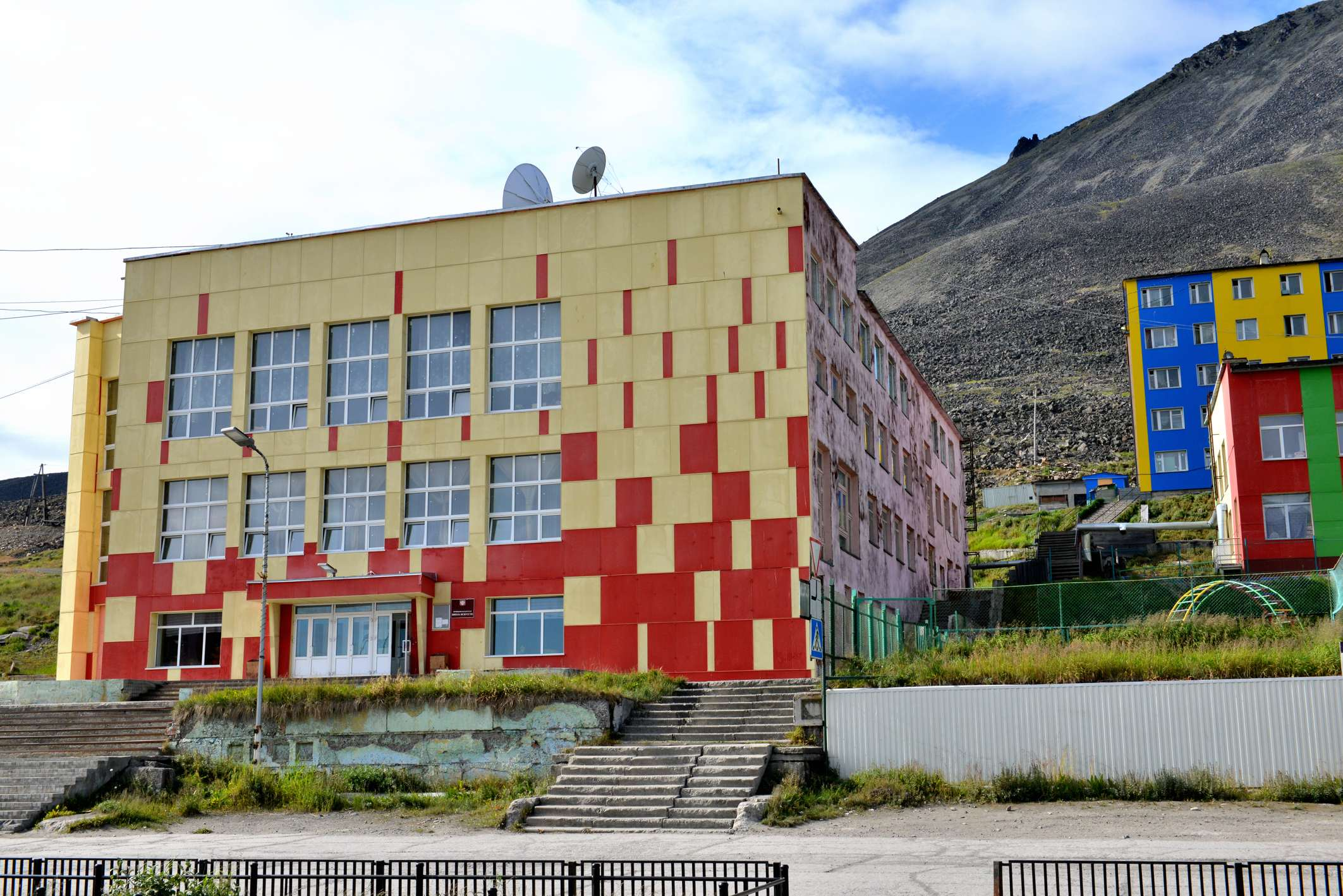
Dům kultury (rok 2014)
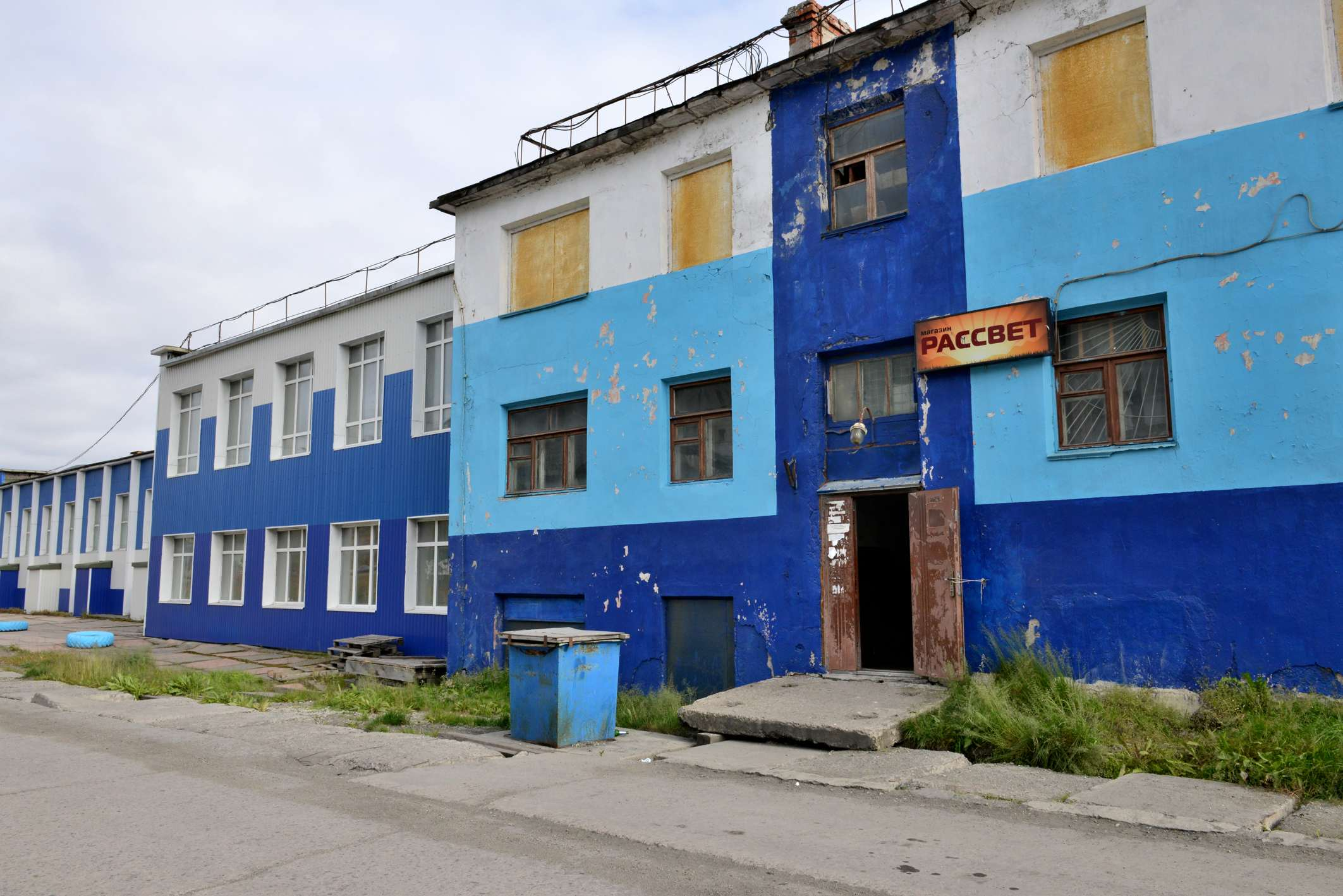
Ulice v Providěnije (rok 2014)
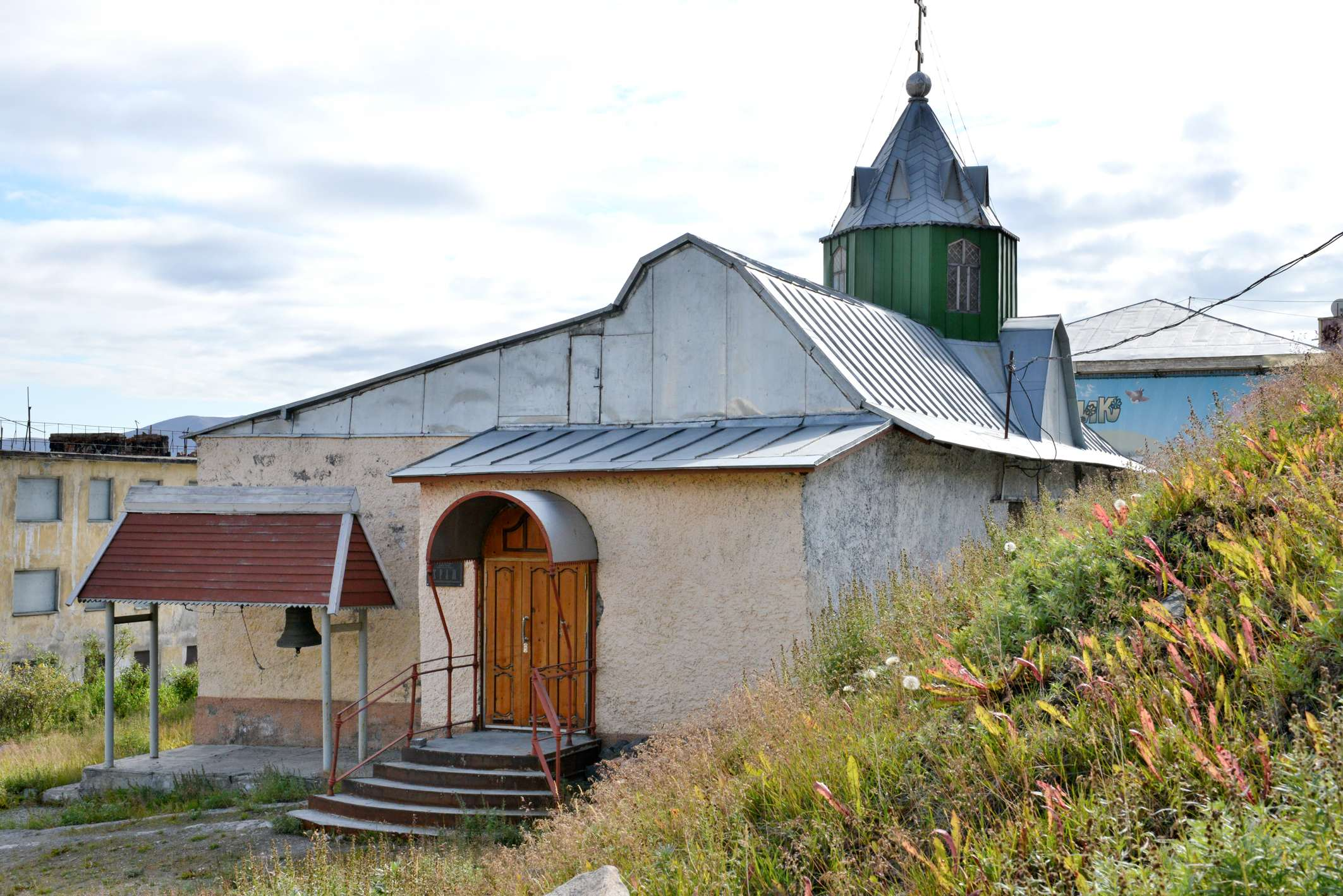
Pravoslavný kostelík v osadě (rok 2014)
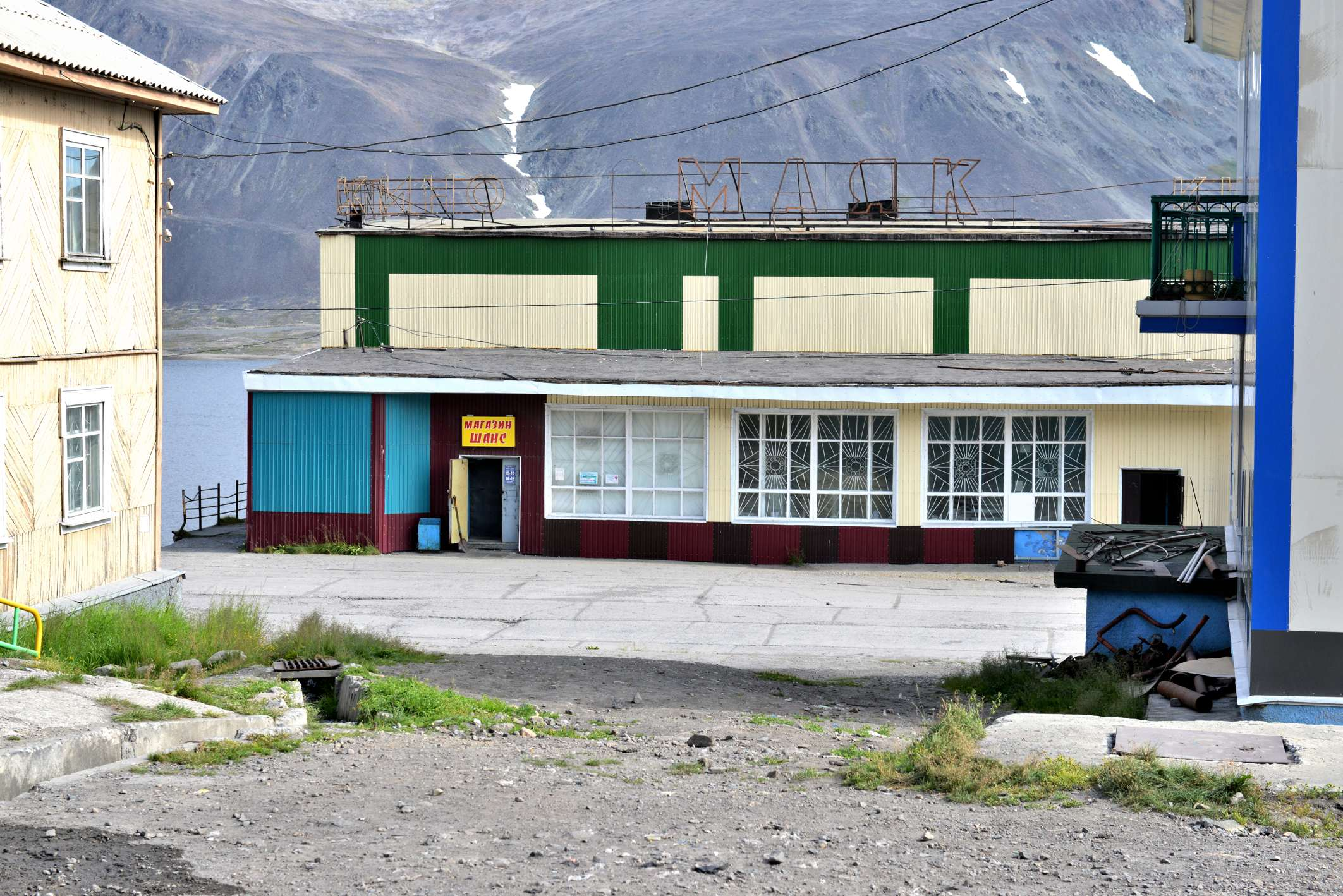
Supermarket v Providěnije (rok 2014)
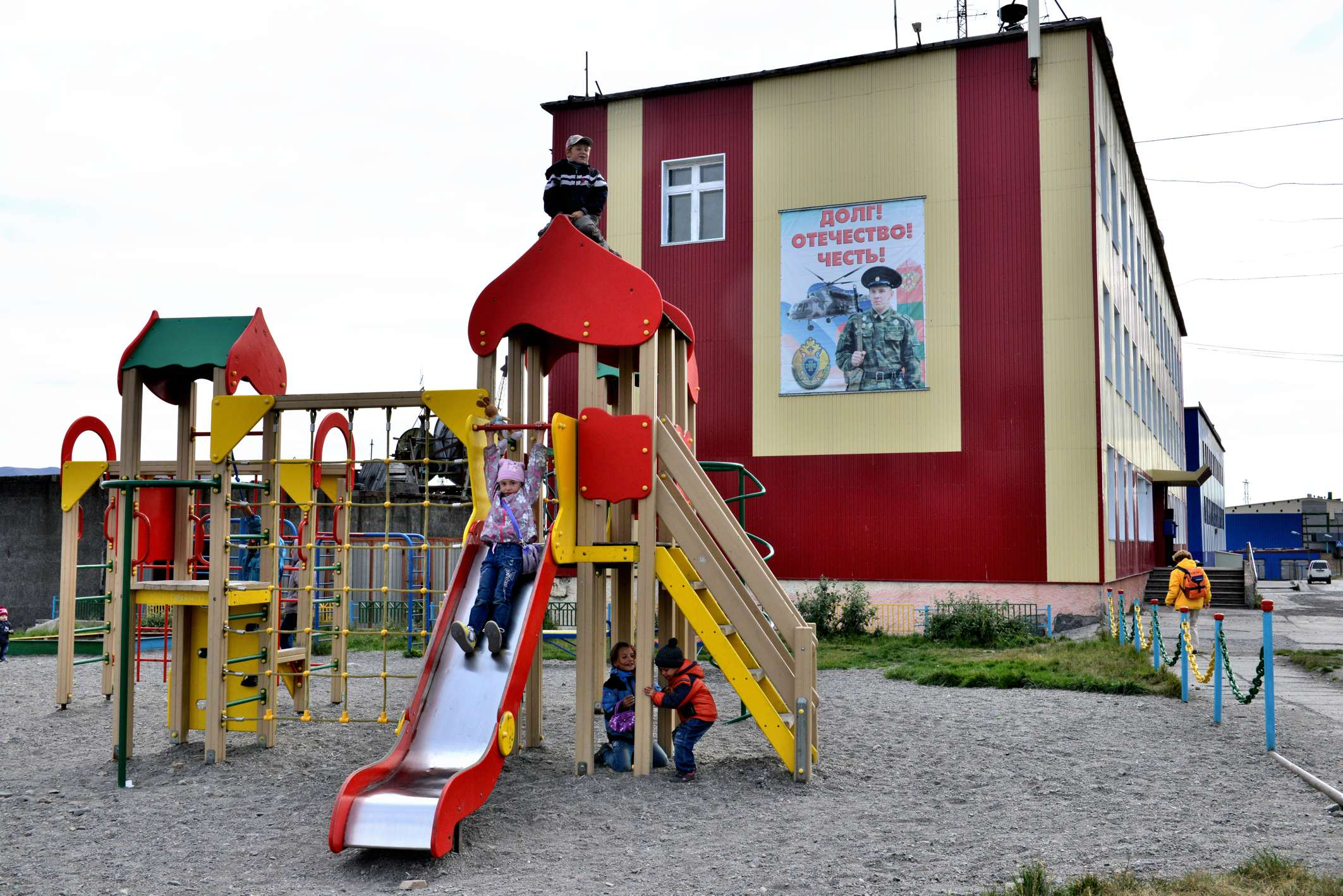
Dětské hřiště (rok 2014)
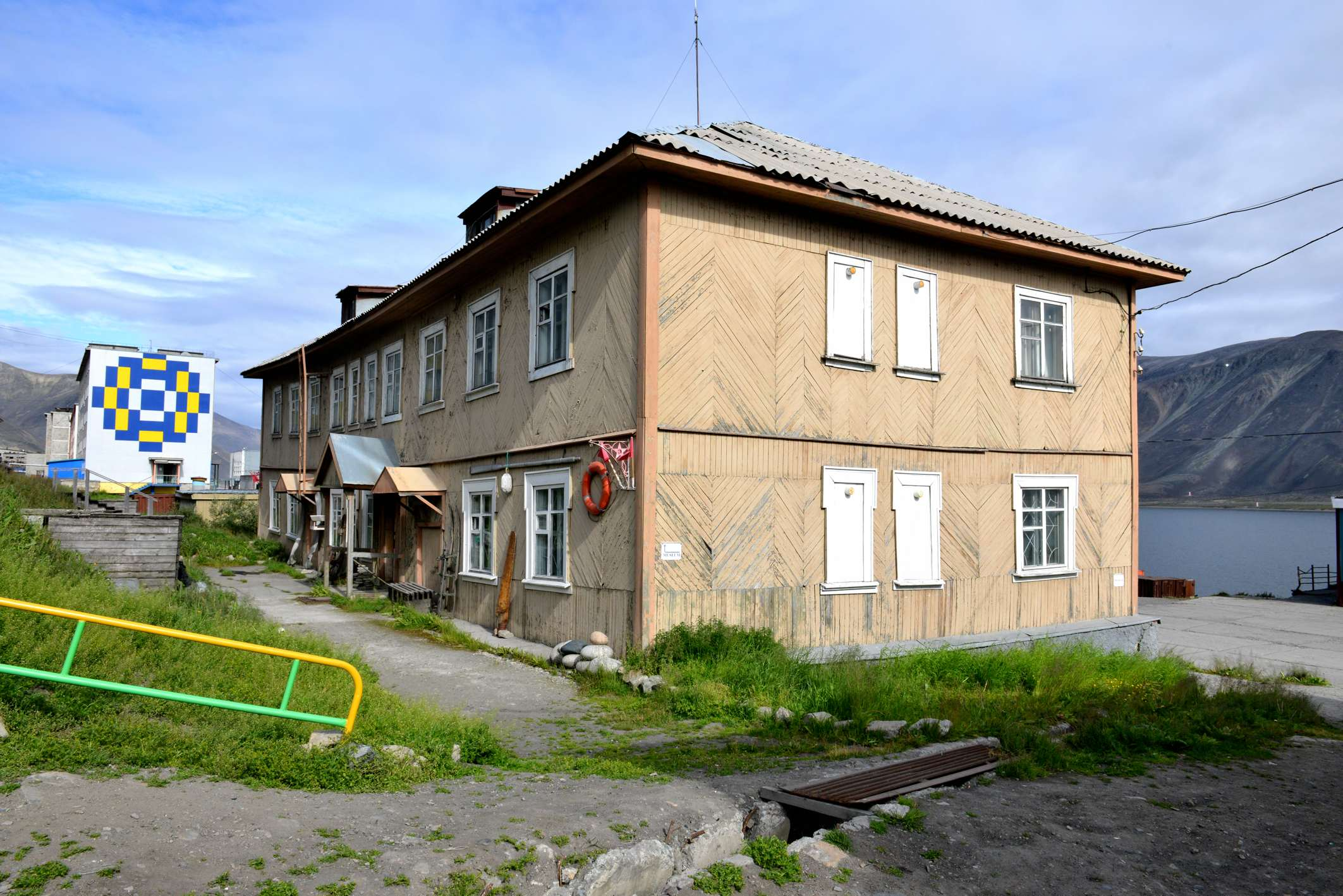
Muzeum kultury a historie Čukotky (rok 2014)
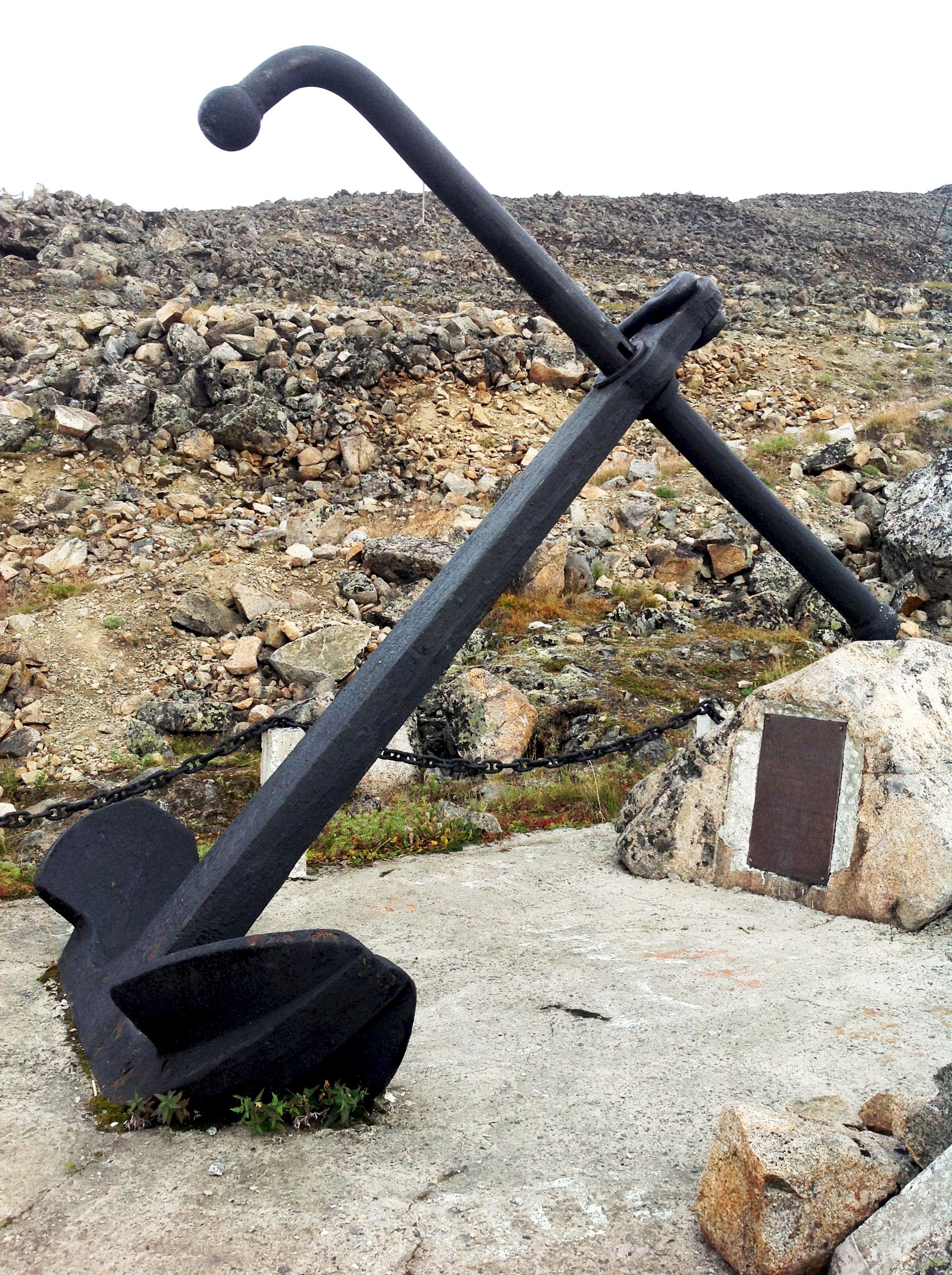
Památník Vituse Beringa
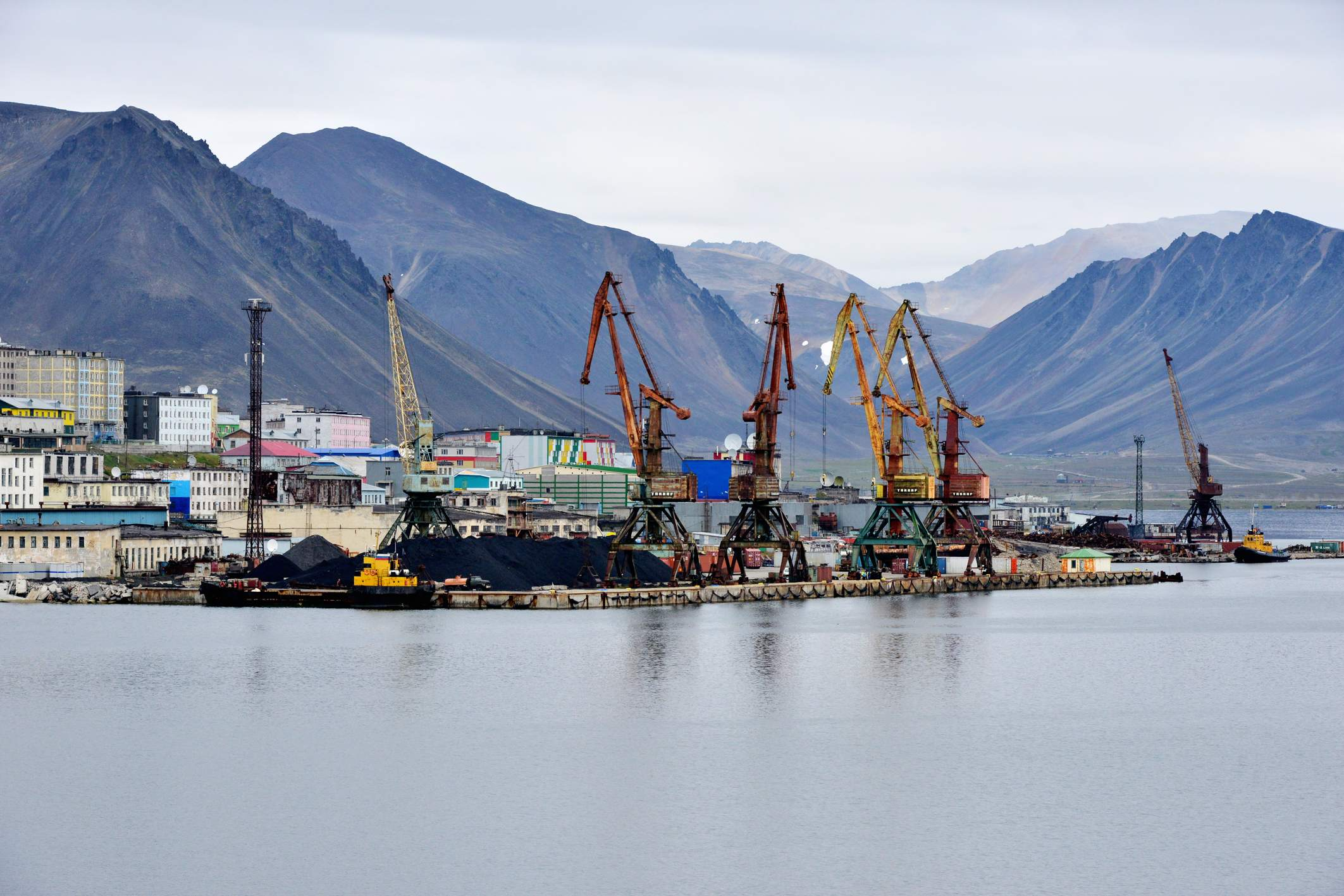
Pohled na přístaviště (rok 2014)